# بخش آومال
بخش آومال (به سوئدی: Åmåls kommun) یک ناحیه شهری در سوئد است که در شهرستان وسترا گوتلاند واقع شده‌است.

## خواهرخوانده
شهرهای Loimaa، توری، استونی، Drøbak, Grenaa Municipality و گادبوش خواهرخوانده‌های بخش آومال هستند.